# Кубок Европы по лёгкой атлетике 1983
9-й Кубок Европы по лёгкой атлетике прошёл 20—21 августа 1983 года на стадионе национального центра «Кристал Пэлас» в Лондоне, столице Великобритании. На старт финала A (сильнейшего дивизиона турнира) вышли по 8 сильнейших сборных континента среди мужчин и женщин. На протяжении двух дней участники боролись за командные очки в 20 мужских и 15 женских легкоатлетических дисциплинах.
Одновременно в чехословацкой Праге (мужчины) и нидерландском Ситтарде (женщины) состоялся финал B, в ирландском Дублине и португальском Лиссабоне — финалы C.
Кубок Европы в 1983 году прошёл впервые после серьёзной реорганизации схемы проведения турнира. На смену трёхраундовой системе розыгрыша (предварительный этап, полуфиналы, финалы) пришла модель с делением стран на дивизионы различной силы и обменом команд между ними. По восемь сильнейших сборных у мужчин и женщин составили финал A, следующие восемь — финал B, остальные были разделены на два финала C. Лучшие команды финалов B и C получали место в следующем по силе дивизионе, худшая команда в финале A и две худшие в финале B выбывали в лигу рангом ниже.
Турнир прошёл всего через неделю после завершения первого чемпионата мира, из-за чего результаты в большинстве дисциплин уступали достижениям прошлых лет.
Главным событием Кубка стал мировой рекорд, установленный в женском прыжке в высоту. Сразу две участницы, Ульрике Мейфарт из ФРГ и Тамара Быкова из СССР, стали обладательницами нового достижения — 2,03 м, а победу по дополнительным показателям одержала немецкая спортсменка. Обе прыгуньи также совершили попытки на высоте 2,05 м, но они закончились безуспешно.
Уникальным достижением отметилась Ярмила Кратохвилова, выигравшая помимо своей основной дистанции 800 метров ещё и спринт на 200 метров, причём в последнем случае она обыграла чемпионку и рекордсменку мира из ГДР Мариту Кох.

## Финал A

### Командное первенство
Женская сборная ГДР выиграла главный приз соревнований «Серебряную девушку» в седьмой раз подряд, с рекордным отрывом от второго места — 22 очка (его в пятый раз подряд заняла сборная СССР). Представительницы Чехословакии впервые попали в тройку призёров турнира.
Мужская команда ГДР также не встретила серьёзного сопротивления конкурентов и выиграла пятый подряд Кубок Европы. Сборная СССР проиграла восточным немцам 11 очков, но выиграла четыре у ФРГ в борьбе за второе место.
Венгрия и у мужчин, и женщин выбыла в финал B.
| Место | Команда        | Очки |
| ----- | -------------- | ---- |
| 1     | ГДР            | 117  |
| 2     | СССР           | 106  |
| 3     | ФРГ            | 102  |
| 4     | Великобритания | 94,5 |
| 5     | Польша         | 86,5 |
| 6     | Италия         | 80,5 |
| 7     | Франция        | 70   |
| 8     | Венгрия        | 60,5 |

| Место | Команда        | Очки |
| ----- | -------------- | ---- |
| 1     | ГДР            | 107  |
| 2     | СССР           | 85   |
| 3     | Чехословакия   | 77   |
| 4     | Великобритания | 77   |
| 5     | ФРГ            | 58   |
| 6     | Болгария       | 58   |
| 7     | Польша         | 43   |
| 8     | Венгрия        | 34   |

### Сильнейшие в отдельных видах — мужчины
Сокращения: WR — мировой рекорд | ER — рекорд Европы | NR — национальный рекорд | CR — рекорд Кубков Европы
| Дисциплина                          | 1-е место                                                                     | 1-е место         | 2-е место                                                                       | 2-е место         | 3-е место                                                                               | 3-е место         |
| ----------------------------------- | ----------------------------------------------------------------------------- | ----------------- | ------------------------------------------------------------------------------- | ----------------- | --------------------------------------------------------------------------------------- | ----------------- |
| 100 м (ветер: −1,5 м/с)             | Франк Эммельман ГДР                                                           | 10,58             | Аллан Уэллс Великобритания                                                      | 10,59             | Антуан Ришар Франция                                                                    | 10,65             |
| 200 м (ветер: −0,7 м/с)             | Аллан Уэллс Великобритания                                                    | 20,72             | Пьетро Меннеа Италия                                                            | 20,74             | Эрвин Скамраль ФРГ                                                                      | 20,99             |
| 400 м                               | Хартмут Вебер ФРГ                                                             | 45,39             | Томас Шёнлебе ГДР                                                               | 45,70             | Сергей Ловачёв СССР                                                                     | 45,83             |
| 800 м                               | Вилли Вюльбек ФРГ                                                             | 1.45,74           | Детлеф Вагенкнехт ГДР                                                           | 1.45,83           | Питер Эллиотт Великобритания                                                            | 1.45,84           |
| 1500 м                              | Стив Крэм Великобритания                                                      | 3.42,27           | Андреас Буссе ГДР                                                               | 3.43,12           | Пётр Курек Польша                                                                       | 3.43,65           |
| 5000 м                              | Томас Вессингхаге ФРГ                                                         | 13.48,72          | Дмитрий Дмитриев СССР                                                           | 13.49,27          | Альберто Кова Италия                                                                    | 13.55,59          |
| 10 000 м                            | Вернер Шильдхауэр ГДР                                                         | 28.02,11          | Альберто Кова Италия                                                            | 28.02,13          | Валерий Абрамов СССР                                                                    | 28.02,87          |
| Эстафета 4×100 м                    | Италия · Стефано Тилли · Карло Симионато · Джованни Бонджорни · Пьетро Меннеа | 38,86             | Великобритания · Линкольн Асквит · Донован Рид · Майк Макфарлейн · Кэмерон Шарп | 38,88             | Польша · Кшиштоф Зволиньский · Зенон Личнерский · Чеслав Прондзиньский · Мариан Воронин | 38,97             |
| Эстафета 4×400 м                    | Великобритания · Крисс Акабуси · Гарри Кук · Тодд Беннетт · Фил Браун         | 3.02,28           | ГДР · Удо Бауэр · Йенс Карловиц · Андреас Кнебель · Томас Шёнлебе               | 3.02,62           | СССР · Сергей Ловачёв · Виктор Маркин · Евгений Ломтев · Александр Трощило              | 3.02,77           |
| 110 м с барьерами (ветер: −1,6 м/с) | Томас Мункельт ГДР                                                            | 13,72             | Дьёрдь Бакош Венгрия                                                            | 13,74             | Ромуальд Гегель Польша                                                                  | 13,88             |
| 400 м с барьерами                   | Харальд Шмид ФРГ                                                              | 48,56             | Александр Харлов СССР                                                           | 49,53             | Ришард Шпарак Польша                                                                    | 49,65             |
| 3000 м с препятствиями              | Богуслав Маминьский Польша                                                    | 8.24,80           | Колин Райтц Великобритания                                                      | 8.25,72           | Жозеф Махмуд Франция                                                                    | 8.28,04           |
| Прыжок в высоту                     | Франк Верзи Франция                                                           | 2,32 м NR =CR     | Валерий Середа СССР                                                             | 2,26 м            | Дитмар Мёгенбург ФРГ                                                                    | 2,23 м            |
| Прыжок с шестом                     | Патрик Абада Франция                                                          | 5,55 м            | Александр Крупский СССР                                                         | 5,50 м            | Юрген Винклер ФРГ                                                                       | 5,50 м            |
| Прыжок в длину                      | Ласло Сальма Венгрия                                                          | 8,10 м (+2,1 м/с) | Оганес Степанян СССР                                                            | 8,09 м (+1,6 м/с) | Маттиас Кох ГДР                                                                         | 7,88 м (+2,4 м/с) |
| Тройной прыжок                      | Петер Бушен ФРГ                                                               | 17,12 м           | Здзислав Хоффман Польша                                                         | 16,94 м           | Бела Бакоши Венгрия                                                                     | 16,86 м           |
| Толкание ядра                       | Эдвард Саруль Польша                                                          | 20,54 м           | Ульф Тиммерман ГДР                                                              | 20,39 м           | Янис Боярс СССР                                                                         | 20,16 м           |
| Метание диска                       | Юрген Шульт ГДР                                                               | 64,96 м           | Алвин Вагнер ФРГ                                                                | 64,14 м           | Георгий Колноотченко СССР                                                               | 64,04 м           |
| Метание молота                      | Сергей Литвинов СССР                                                          | 81,52 м CR        | Здзислав Квасьный Польша                                                        | 80,18 м NR        | Гюнтер Родехау ГДР                                                                      | 77,58 м           |
| Метание копья                       | Детлеф Михель ГДР                                                             | 85,72 м           | Хейно Пуусте СССР                                                               | 85,54 м           | Клаус Тафельмайер ФРГ                                                                   | 84,20 м           |

### Сильнейшие в отдельных видах — женщины
| Дисциплина                          | 1-е место                                                                                          | 1-е место            | 2-е место                                                                   | 2-е место         | 3-е место                                                                            | 3-е место         |
| ----------------------------------- | -------------------------------------------------------------------------------------------------- | -------------------- | --------------------------------------------------------------------------- | ----------------- | ------------------------------------------------------------------------------------ | ----------------- |
| 100 м (ветер: −1,0 м/с)             | Марлис Гёр ГДР                                                                                     | 11,28                | Анелия Нунева Болгария                                                      | 11,33             | Кэти Кук Великобритания                                                              | 11,39             |
| 200 м (ветер: −1,7 м/с)             | Ярмила Кратохвилова Чехословакия                                                                   | 22,40                | Марита Кох ГДР                                                              | 22,40             | Кэти Кук Великобритания                                                              | 22,57             |
| 400 м                               | Татьяна Коцембова Чехословакия                                                                     | 49,33                | Мария Пинигина СССР                                                         | 49,63             | Габи Буссман ФРГ                                                                     | 51,09             |
| 800 м                               | Ярмила Кратохвилова Чехословакия                                                                   | 1.58,79              | Анте Шрёдер ГДР                                                             | 1.59,53           | Маргрит Клингер ФРГ                                                                  | 1.59,64           |
| 1500 м                              | Надежда Раллдугина СССР                                                                            | 4.07,61              | Кристиане Вартенберг ГДР                                                    | 4.07,86           | Тотка Петрова Болгария                                                               | 4.08,02           |
| 3000 м                              | Татьяна Казанкина СССР                                                                             | 8.49,27              | Ульрике Брунс ГДР                                                           | 8.49,71           | Джейн Фёрнисс Великобритания                                                         | 8.51,58           |
| Эстафета 4×100 м                    | ГДР · Зильке Гладиш · Марита Кох · Ингрид Ауэрсвальд · Марлис Гёр                                  | 42,63                | Великобритания · Джоан Баптист · Кэти Кук · Беверли Каллендер · Ширли Томас | 43,18             | СССР · Людмила Кондратьева · Елена Виноградова · Ирина Ольховникова · Ольга Антонова | 43,67             |
| Эстафета 4×400 м                    | Чехословакия · Зузана Моравчикова · Милена Матейковичова · Татьяна Коцембова · Ярмила Кратохвилова | 3.20,80              | СССР · Елена Корбан · Марина Иванова · Ирина Баскакова · Мария Пинигина     | 3.21,71           | ГДР · Гезине Вальтер · Сабине Буш · Ундин Бремер · Дагмар Рюбзам                     | 3.22,70           |
| 100 м с барьерами (ветер: −2,1 м/с) | Беттина Ян ГДР                                                                                     | 12,89                | Люцина Калек Польша                                                         | 12,97             | Гинка Загорчева Болгария                                                             | 13,10             |
| 400 м с барьерами                   | Эллен Фидлер ГДР                                                                                   | 54,20 NR CR          | Анна Амбразене СССР                                                         | 54,74             | Сьюзан Морли Великобритания                                                          | 56,36             |
| Прыжок в высоту                     | Ульрике Мейфарт ФРГ                                                                                | 2,03 м WR CR         | Тамара Быкова СССР                                                          | 2,03 м WR CR      | Керстин Брандт ГДР                                                                   | 1,99 м            |
| Прыжок в длину                      | Хайке Дауте ГДР                                                                                    | 6,99 м (+1,3 м/с) CR | Эва Муркова Чехословакия                                                    | 6,81 м (+2,9 м/с) | Беверли Кинч Великобритания                                                          | 6,63 м (+2,0 м/с) |
| Толкание ядра                       | Гелена Фибингерова Чехословакия                                                                    | 20,76 м              | Хельма Кноршайдт ГДР                                                        | 19,49 м           | Нуну Абашидзе СССР                                                                   | 18,88 м           |
| Метание диска                       | Мартина Опиц ГДР                                                                                   | 69,00 м              | Галина Мурашова СССР                                                        | 68,86 м           | Мария Петкова Болгария                                                               | 64,88 м           |
| Метание копья                       | Фатима Уитбред Великобритания                                                                      | 69,04 м              | Анте Кемпе ГДР                                                              | 63,22 м           | Геновефа Олеяж Польша                                                                | 63,12 м           |

## Финал B
Финал B прошёл 20—21 августа в чехословацкой Праге (мужчины) и нидерландском Ситтарде (женщины). В следующий розыгрыш финала A вышли Чехословакия у мужчин и Италия у женщин. Вылетели в финал C Швеция и Бельгия у мужчин и Норвегия и Бельгия у женщин.
| Место | Команда      | Очки  |
| ----- | ------------ | ----- |
| 1     | Чехословакия | 108   |
| 2     | Испания      | 107   |
| 3     | Финляндия    | 103,5 |
| 4     | Болгария     | 100,5 |
| 5     | Югославия    | 92    |
| 6     | Швейцария    | 73    |
| 7     | Швеция       | 69    |
| 8     | Бельгия      | 65    |

| Место | Команда    | Очки |
| ----- | ---------- | ---- |
| 1     | Италия     | 90   |
| 2     | Румыния    | 82   |
| 3     | Франция    | 82   |
| 4     | Финляндия  | 70   |
| 5     | Швеция     | 70   |
| 6     | Нидерланды | 55   |
| 7     | Норвегия   | 50   |
| 8     | Бельгия    | 39   |

## Финалы C
Финалы C прошли 20—21 августа в двух дивизионах. Команды первой группы выступали в ирландском Дублине, второй группы — в португальском Лиссабоне. В следующий розыгрыш финала B вышли Норвегия и Греция у мужчин и Дания и Югославия у женщин.

### Финал C1 (Дублин)
| Место | Команда    | Очки |
| ----- | ---------- | ---- |
| 1     | Норвегия   | 83   |
| 2     | Нидерланды | 63   |
| 3     | Ирландия   | 57   |
| 4     | Дания      | 49   |
| 5     | Исландия   | 46   |

| Место | Команда   | Очки |
| ----- | --------- | ---- |
| 1     | Дания     | 47   |
| 2     | Швейцария | 46   |
| 3     | Ирландия  | 33   |
| 4     | Исландия  | 23   |

### Финал C2 (Лиссабон)
| Место | Команда    | Очки |
| ----- | ---------- | ---- |
| 1     | Греция     | 68   |
| 2     | Австрия    | 58   |
| 3     | Португалия | 49   |
| 4     | Люксембург | 23   |

| Место | Команда    | Очки |
| ----- | ---------- | ---- |
| 1     | Югославия  | 63   |
| 2     | Австрия    | 44   |
| 3     | Испания    | 42   |
| 4     | Португалия | 41   |
| 5     | Греция     | 34   |